# Sistema somatossensorial

O sistema somatossensorial ou sensorial somático é um sistema complexo de neurônios sensoriais e vias neurais que responde a mudanças na superfície ou dentro do corpo, parte do sistema nervoso sensorial. Os axônios (como fibras nervosas aferentes) dos neurônios sensoriais se conectam ou respondem a várias células receptoras. Essas células receptoras sensoriais são ativadas por diferentes estímulos, como calor e nocicepção, dando um nome funcional ao neurônio sensorial que responde, como um termorreceptor que carrega informações sobre mudanças de temperatura. Outros tipos incluem mecanorreceptores, quimiorreceptores e nociceptores que enviam sinais ao longo de um nervo sensorial para a medula espinhal, onde podem ser processados por outros neurônios sensoriais e, então, retransmitidos para o cérebro para processamento posterior. Os receptores sensoriais são encontrados em todo o corpo, incluindo a pele, tecidos epiteliais, músculos, ossos e articulações, órgãos internos e o sistema cardiovascular.

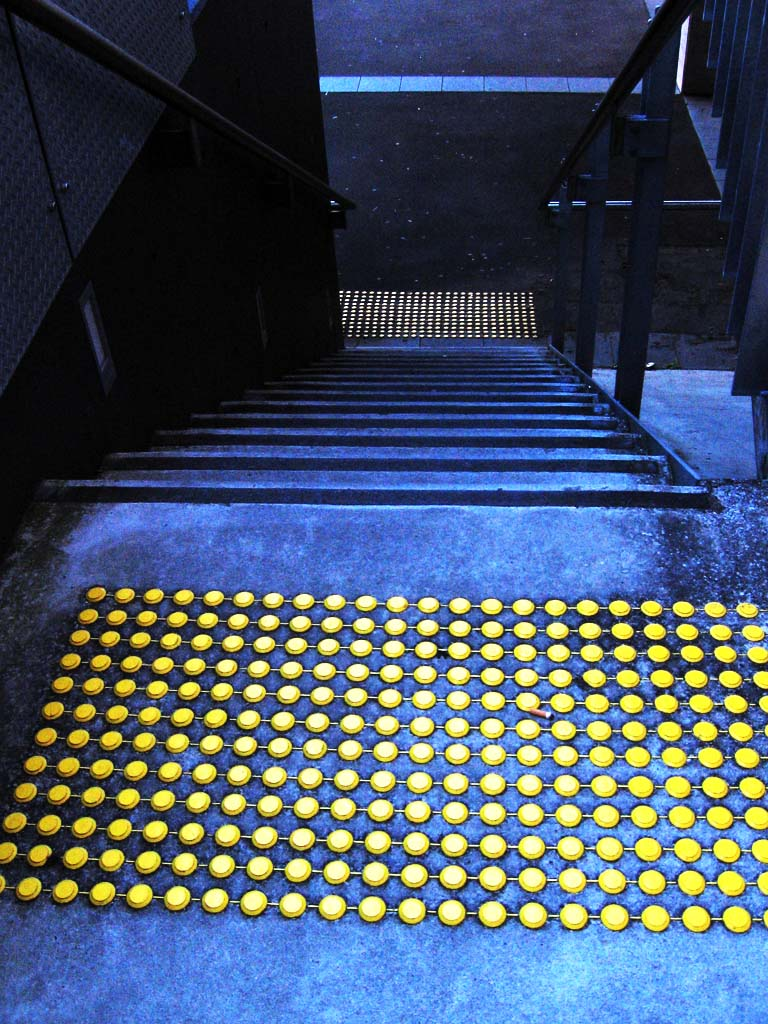
O tato é um meio crucial de receber informações. Esta foto mostra marcações táteis que identificam escadas para pessoas com deficiência visual

Os sentidos somáticos às vezes são chamados de sentidos somestéticos, com o entendimento de que a somestesia inclui o sentido do tato, propriocepção (sentido de posição e movimento) e (dependendo do uso) percepção háptica.
O mapeamento das superfícies do corpo no cérebro é chamado de somatotopia. No córtex, também é conhecido como homúnculo cortical. Este mapa da superfície do cérebro ("cortical") não é imutável, entretanto. Mudanças dramáticas podem ocorrer em resposta a acidentes vasculares cerebrais ou lesões.

## Visão geral do sistema

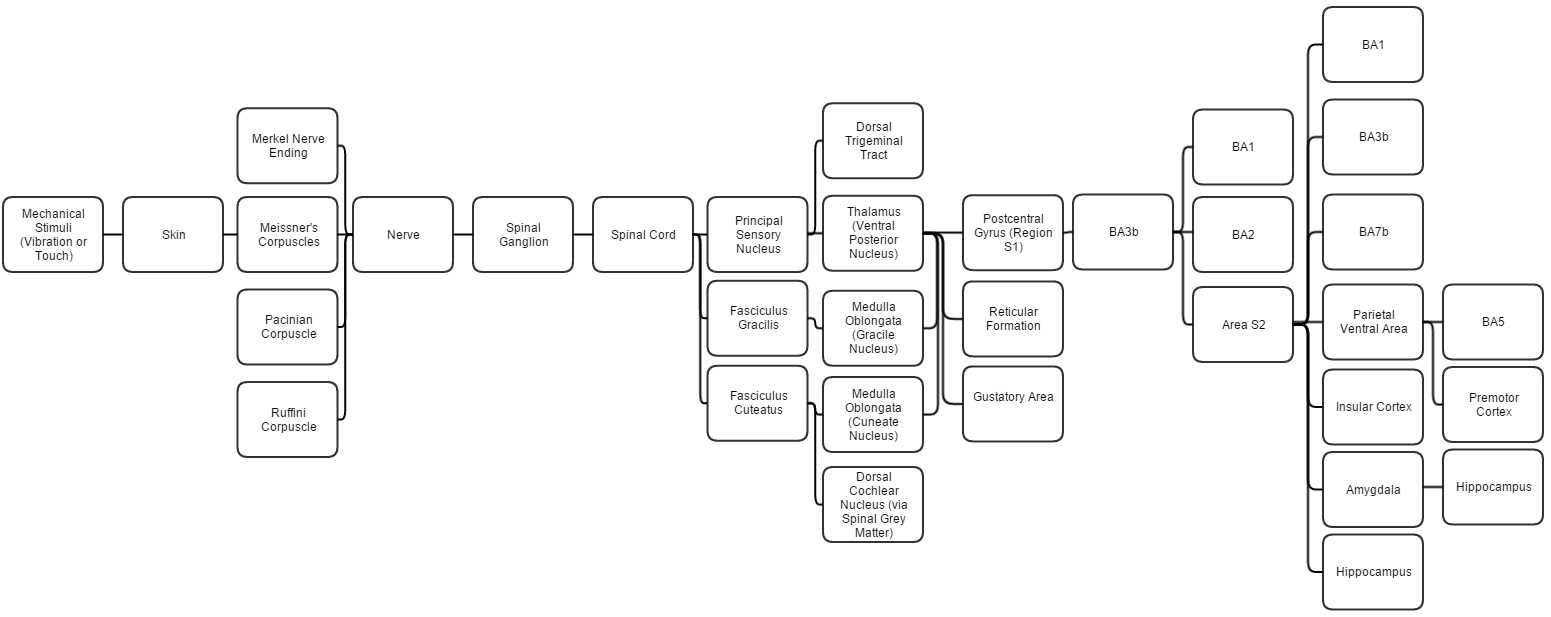
Este diagrama linearmente (a menos que mencionado de outra forma) rastreia as projeções de todas as estruturas conhecidas que permitem o toque em seus pontos finais relevantes no cérebro humano

### Receptores sensoriais
Cada um dos quatro mecanorreceptores da pele responde a diferentes estímulos por períodos curtos ou longos.
As terminações nervosas das células de Merkel são encontradas na epiderme basal e nos folículos pilosos; eles reagem a baixas vibrações (5-15 Hz) e toque estático profundo, como formas e bordas. Por possuírem um pequeno campo receptivo (informações extremamente detalhadas), são mais utilizados em áreas como a ponta dos dedos; eles não são cobertos (descascados) e, portanto, respondem às pressões por longos períodos.
Corpúsculos táteis reagem a vibração moderada (10-50 Hz) e toque leve. Eles estão localizados nas papilas dérmicas; devido à sua reatividade, eles estão localizados principalmente nas pontas dos dedos e lábios. Eles respondem em potenciais de ação rápida, ao contrário das terminações nervosas de Merkel. Eles são responsáveis pela capacidade de ler Braille e sentir estímulos suaves.
Os corpúsculos pacinianos determinam o toque grosseiro e distinguem as substâncias ásperas das moles. Eles reagem em potenciais de ação rápida, especialmente a vibrações em torno de 250 Hz (mesmo até centímetros de distância). Eles são os mais sensíveis às vibrações e têm grandes campos receptores. Os corpúsculos pacinianos reagem apenas a estímulos repentinos, então pressões como roupas que estão sempre comprimindo sua forma são rapidamente ignoradas. Eles também estão envolvidos na detecção da localização das sensações de toque em ferramentas manuais.
Os corpúsculos de Ruffini reagem lentamente e respondem ao estiramento sustentado da pele. Eles são responsáveis pela sensação de deslizamento do objeto e desempenham um papel importante no sentido cinestésico e no controle da posição e do movimento dos dedos. As células de Merkel e Ruffini — resposta lenta — são mielinizadas; o resto — resposta rápida — não. Todos esses receptores são ativados sob pressões que comprimem sua forma, causando um potencial de ação.

### Córtex somatossensorial

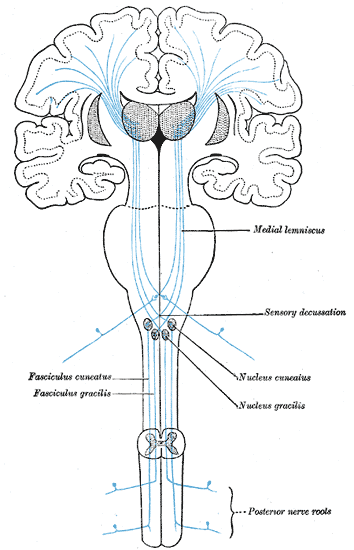
Anatomia de Gray, figura 759: o trato sensorial, mostrando a via (azul) subindo pela medula espinhal, através do tálamo somatossensorial, até S1 (áreas de Brodmann 3, 1 e 2), S2 e BA7

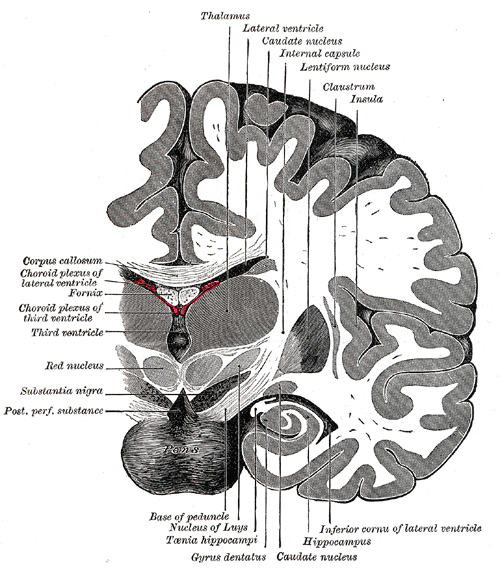
Anatomia de Gray, figura 717: detalhe mostrando o caminho adjacente ao córtex insular (ínsula marcada nesta figura), adjacente a S1, S2 e BA7

O giro pós-central inclui o córtex somatossensorial primário (áreas de Brodmann 3, 2 e 1) coletivamente referidas como S1.
BA3 recebe as projeções mais densas do tálamo. BA3a está envolvido com o senso de posição relativa das partes vizinhas do corpo e a quantidade de esforço que está sendo usado durante o movimento. BA3b é responsável por distribuir informações somatossensoriais, ele projeta informações de textura para BA1 e informações de forma e tamanho para BA2.
A região S2 (córtex somatossensorial secundário) se divide em Área S2 e área parietal ventral. A área S2 está envolvida com a percepção específica do toque e, portanto, está integralmente ligada à amígdala e ao hipocampo para codificar e reforçar as memórias.
A área parietal ventral é o relé somatossensorial para o córtex pré-motor e centro de memória somatossensorial, BA5.
BA5 é o campo de memória somato topograficamente organizado e a área de associação.
BA1 processa informações de textura enquanto BA2 processa informações de tamanho + forma.
A área S2 processa toque leve, dor, sensação visceral e atenção tátil.
S1 processa as informações restantes (toque bruto, dor, temperatura).
BA7 integra informações visuais e proprioceptivas para localizar objetos no espaço.
O córtex insular (ínsula) desempenha um papel no sentido de propriedade corporal, autoconsciência corporal e percepção. A ínsula também desempenha um papel na transmissão de informações sobre toque sensual, dor, temperatura, coceira e status de oxigênio local. Insula é um relé altamente conectado e, portanto, está envolvido em várias funções.

## Estrutura
O sistema somatossensorial se espalha por todas as partes principais do corpo dos vertebrados. Consiste em receptores sensoriais e neurônios aferentes na periferia (pele, músculos e órgãos, por exemplo), até neurônios mais profundos no sistema nervoso central.

## Significado clínico
Uma deficiência somatossensorial pode ser causada por uma neuropatia periférica envolvendo nervos periféricos do sistema somatossensorial. Isso pode se apresentar como dormência ou parestesia.

## Sociedade e cultura
A tecnologia tátil pode fornecer sensação de toque em ambientes virtuais e reais. No campo da fonoaudiologia, o feedback tátil pode ser usado para tratar distúrbios da fala.[carece de fontes?]